# Chiesa dei Santi Primo e Feliciano

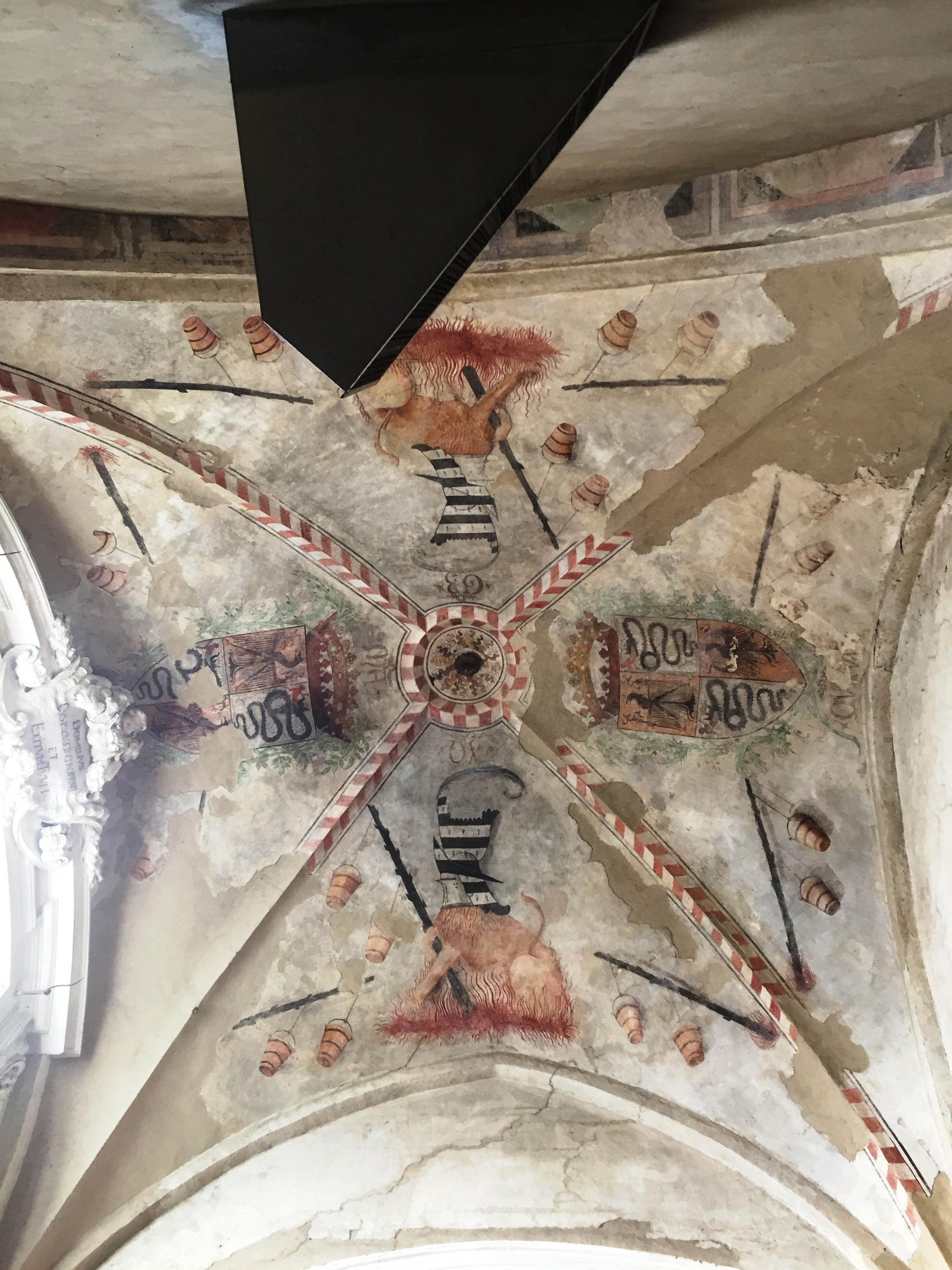
Una delle navate medievali superstiti affrescata con gli stemmi Viscontei

La Chiesa dei Santi Primo e Feliciano è un edificio religioso di Pavia.

## Storia
La chiesa dei Santi Primo e Feliciano sorse intorno alla seconda metà del XII secolo in prossimità dei resti di edifici di età romana: gli scavi effettuati tra il 2008 e il 2009 nel cortile della chiesa hanno messo in luce resti di strutture e tombe di età tardoantica. Elevata al rango di parrocchia intorno al 1230, fu officiata da una collegiata di canonici che, nel 1354, entrarono nella Congregazione dei servi di Maria, cui la chiesa appartenne fino al 1810, tanto che, ancora nel 1769, era officiata da dieci sacerdoti e quattro chierici. Nel 1805 la parrocchia venne soppressa, ma nel 1828 venne ripristinata con decreto governativo. La chiesa romanica era a tre navate, con, analogamente ad altre chiese romaniche pavesi, come San Teodoro, tiburio, cupola e transetto, ma nel XV secolo fu aggiunta un'altra navata alla navata destra in stile gotico. Tuttavia, nella seconda metà del Cinquecento la chiesa fu sottoposta a radicali interventi di ristrutturazione. L’interno fu ridotto ad una sola, grande, navata e furono demoliti il tiburio e l’abside romanica. Rimase invece inalterata la facciata originaria del XII secolo. 

## Descrizione

### Esterno
La facciata dal tradizionale orientamento con abside a est, fu restaurata nel 1940, con l'aggiunta di un mosaico nella lunetta del portale, è arricchita nella parte terminale da una loggetta cieca con archetti pensili intrecciati che coronano la sommità; è la chiesa in stile romanico più antica di Pavia. La chiesa è rialzata da una gradinata in pietra e inserita nel sagrato con pavimentazione in ciottoli di pietra.

### Interno
Dell'originale conformazione romanica l'interno non mantiene più nulla. 
Internamente, a navata unica, ospita tre altari sul lato a nord e quattro sul lato sud. Nella prima cappella a destra è collocata l'importante trittico di Agostino da Vaprio del 1498 raffigurante la Madonna col beato Giacomo Filippo Bertoni e san Giovanni Battista e un offerente.. 
Nelle cappelle seguenti sono ospitate, rispettivamente, due tele settecentesche di autore ignoto raffiguranti i Miracoli di San Filippo Benizzi e l'Annunciazione. Nel transetto vi è la grande tela del pittore pavese Marcantonio Pellini (1659- 1760) raffigurante il Martirio di San Lorenzo. A sinistra del fonte battesimale vi è una statua marmorea dipinta del XIV secolo raffigurante san Biagio. Nel presbiterio i due affreschi laterali con Episodi della vita dei Santi Primo e Feliciano furono dipinti nel 1860 dal Paolo Barbotti. Nella controfacciata vi è dipinta una Madonna col Bambino attribuita alla scuola di Bernardino Luini. Nella controfacciata della navata gotica annessa alla chiesa vi è il grande affresco che rappresenta Cristo con gli Apostoli nella parte superiore e, nella parte inferiore, la Vergine attorniata da due angeli che prelevano le anime dal Purgatorio, mentre altri dipinti sulle volte rappresentano stemmi sforzeschi e leoni galeati, impresa di Galeazzo Maria Sforza, tali opere furono eseguite tra il 1460 e il 1491.